# Александров, Владимир Леонидович (судостроитель)
Влади́мир Леони́дович Алекса́ндров (род. 10 октября 1944, Ленинград) — российский кораблестроитель и организатор судостроительного производства, генеральный директор Государственного предприятия «Адмиралтейские верфи» (1984—2012). Герой Российской Федерации (13.08.1998). Доктор технических наук (2000).

## Биография
Из семьи рабочих (отец работал в пожарной охране, мать на авиаремонтном предприятии). Владимир с 1951 года учился в начальной школе № 41 на Гатчинской улице, с 1955 года — в школе-восьмилетке № 56, с 1959 — в школе-десятилетке № 55 на Левашовском проспекте, которую окончил в 1961 году.
В молодости серьёзно занимался академической греблей, под руководством тренера Вольдемара Петровича Дундура стал чемпионом СССР среди распашных рулевых восьмёрок и выполнил тем самым норматив мастера спорта. Однако продолжать карьеру в спорте не стал, предпочтя ей учёбу.
Окончил Ленинградский кораблестроительный институт в 1967 году. Вся производственная деятельность В. Л. Александрова прошла на предприятии «Адмиралтейские верфи», куда он пришёл сразу после окончания института (тогда предприятие именовалось «Ново-Адмиралтейский завод», позднее переименовано в «Ленинградское Адмиралтейское производственное объединение», современное название получило в 1992 году). Трудился последовательно в должностях  помощника мастера и мастера по сборке стапельного цеха, старшего мастера, заместителя начальника и начальника начальника стапельного цеха, заместителя начальника производственно-диспетчерского отдела, заместителя генерального директора по производству, главного инженера, заместителя генерального директора.
В своей профессии кораблестроителя он стал одним из корифеев, считается лучшим специалистом в области подводного судостроения 2000-х годов. Непосредственно под его руководством построено свыше 160 кораблей и судов: подводные лодки с атомными энергетическими установками проектов 671, 671РТ и 671РТМ, дизель-электрические подводные лодки третьего и четвёртого поколений, глубоководные аппараты гражданского и военного назначения, корабли связи и управления. Также предприятие выпускало оборудование для подводного строительства, оборудование для подводной сварки.
В июле 1984 года В. Л. Александров назначен на должность генерального директора предприятия.
При Александрове «Адмиралтейские верфи» до 1990-х годов предприятие активно спускало со стапелей современные корабли — продукцию мирного и военного судостроения. В тяжелые постсоветские кризисные годы оно практически полностью сохранило производственный персонал, было переоборудовано большое количество цехов, освоены современные технологии судостроения. После 1990-х предприятие также стало активно работать и на международном рынке.
В 2007 году предприятие вошло в состав ОСК, практически сразу же возник вопрос о переводе производства в Кронштадт. Владимир Александров не согласился с таким решением, но в 2010 году вопрос был решён в пользу острова Котлин. В результате Александров принял решение об отставке.
В 2012 году ушёл в отставку, его сменил на посту генерального директора Александр Бузаков.
Занимался общественной деятельностью. В 2001—2015 годах занимал пост президента Ассоциации судостроителей Санкт-Петербурга и Ленинградской области (с 2015 года почётный президент). В разные годы был вице-президентом Российской инженерной академии (академик с 2002 г.), вице-президентом Санкт-Петербургской академии истории науки и техники (академик этой академии с 1999 года), академиком Санкт-Петербургской инженерной академии (1993) и председателем Научно-технического общества по судостроению при этой академии, вице-президентом Санкт-Петербургского союза промышленников и предпринимателей России (c 2002 года по настоящее время), президентом Общероссийской общественной организации «Российское научно-техническое общество судостроителей имени академика А. Н. Крылова» (2002—2017), членом Морского собрания Санкт-Петербурга, соучредителем Фонда «Наш город».
Ведёт преподавательскую деятельность в вузах Санкт-Петербурга, в 2011—2019 годах был профессором кафедры технологии судостроения Морского технического университета. Почётный профессор Технического университета г. Варны (Болгария, 2002).
Автор свыше 100 научных трудов, публикаций и учебных пособий, нескольких изобретений, а также мемуаров.
Женат, двое детей. Сын Михаил (1973 г.р.) — судостроитель, генеральный директор АО «Центр технологии судостроения и судоремонта»«» с 2016 года.

## Награды
Государственные награды
- Герой Российской Федерации (13.08.1998, Указ Президента Российской Федерации № 955, «за мужество и героизм, проявленные при выполнении специального задания»[6].
- Орден «За заслуги перед Отечеством» IV степени (2010)
- Орден Трудового Красного Знамени (1985)
- Медаль «За трудовую доблесть» (1979)
- Юбилейная медаль «300 лет Российскому флоту» (1996)
- Медаль «В память 300-летия Санкт-Петербурга» (2003)
- Лауреат Государственной премии Российской Федерации в области науки и техники (1994)[6].

Общественные и конфессиональные награды
- Медаль «Пётр Великий» (1994)
- Медаль И. Г. Бубнова ФГУП ЦКБ МТ «Рубин» (2001)
- Лауреат Национальной премии «Золотая идея» (2001)
- Почётный гражданин Санкт-Петербурга (2003)
- Почётное звание «Заслуженный инженер России» (2000)
- Премия «Человек года» (2000)
- Премия «Общественное признание» (2000)
- Почётное звание «Почётный работник начального профессионального образования Российской Федерации» (2001)
- Почётное звание «Почётный судостроитель» (2003)
- «Почетный гражданин Санкт-Петербурга» (2003)
- Почётный знак «За заслуги перед Санкт-Петербургом» (2004)
- Орден Преподобного Сергия Радонежского (2001)
- Орден Святого благоверного князя Даниила Московского (2004)
- Медаль Святого благоверного князя Даниила Московского (1996)

## Сочинения
- Александров В. Л. Полвека в профессии. — СПб.: ИД "Морская энциклопедия", 2017. — 480 с. — ISBN 978-5-9907655-9-7.
- Александров В. Л. Подводные лодки. История, современное состояние, перспективы: учебное пособие. — СПб.: СПбГМТУ, 2003. — 96 с. — ISBN 5-88303-282-6.
- Александров В. Л. Проектирование конструкций надстроек транспортных судов: учебное пособие. — СПб.: Издательский центр Морского технического университета, 1997. — 62 с. — ISBN 5-88303-085-8.
- Александров В. Л. и др. Сборщик металлических корпусов судов: учебник. — 4-е изд., доп.  СПб.: Судостроение, 1998. — 430 с. — ISBN 5-7355-0524-6.
- Александров В. Л. и др. Судостроительное предприятие в условиях рынка: Проблемы адаптации и развития. — СПб.: Судостроение, 2003. — 423 с. — ISBN 5-7355-0636-6.
- Александров В. Л. и др. Технология судостроения: Учебник для студентов, обучающихся по направлению «Кораблестроение и океанотехника». — СПб.: Профессия, 2003. — 341 с. — ISBN 5-93913-043-7.
- Александров В. Л. и др. Борьба с вибрацией на судах: монография. — СПб.: МорВест, 2005. — 420 с. — ISBN 5-9900314-3-2.
- Александров В. Л. и др. Технология постройки подводных лодок: учебник для студентов высших учебных заведений. — СПб.: СПбГМТУ, 2006. — 188 с. — ISBN 5-88303-371-7.
- Александров В. Л. и др. Основы обеспечения герметичности в судостроении: монография. — СПб.: Судостроение, 2007. — 309 с. — ISBN 978-5-7355-0701-7.
- Александров В. Л. и др. Мировое и российское танкерное судоходство и судостроение: монография. В 2 т. — СПб.: ЦТСС, 2016—2018. — ISBN 978-5-902241-32-4.
- Александров В. Л. и др. Технология и технологическое оборудование корпусообрабатывающих цехов судостроительных предприятий. — СПб.: АО "ЦТСС", 2016. — 199 с. — ISBN 978-5-902241-30-0.